# Новая (Орехово-Зуевский район)
Но́вая — деревня в Орехово-Зуевском муниципальном районе Московской области. Входит в состав сельского поселения Горское. Население — 98 чел. (2010).

## География
Деревня Новая расположена в северной части Орехово-Зуевского района, примерно в 5 км к югу от города Орехово-Зуево. В 1 км к западу от деревни протекает река Лютиха. Высота над уровнем моря 140 м. Ближайший населённый пункт — деревня Гора.

## История
С 1870 года в деревне работала ткацкая фабрика Ионы Гавриловича Гаврилова. В 1900 году на фабрике работало 250 рабочих. 
В конце XIX — начале XX веков входила в состав Кудыкинской волости Покровского уезда Владимирской губернии.
В 1926 году деревня являлась центром Новского сельсовета Кудыкинской волости Орехово-Зуевского уезда Московской губернии.
С 1929 года — населённый пункт в составе Орехово-Зуевского района Орехово-Зуевского округа Московской области, с 1930-го, в связи с упразднением округа, — в составе Орехово-Зуевского района Московской области.
До муниципальной реформы 2006 года Новая входила в состав Горского сельского округа Орехово-Зуевского района.

## Население
В 1905 году в деревне проживало 419 человек (62 двора). В 1926 году в деревне проживало 483 человека (246 мужчин, 237 женщин), насчитывалось 82 хозяйства, из которых 75 было крестьянских. По переписи 2002 года — 99 человек (43 мужчины, 56 женщин).
| 1926 | 2002 | 2006 | 2010 |
| ---- | ---- | ---- | ---- |
| 483  | ↘99  | ↘98  | →98  |